# Zeinolabedin Haghani
Zeinolabedin Haghani es un deportista iraní que compitió en judo. Ganó una medalla de oro en el Campeonato Asiático de Judo de 1996, en la categoría de –65 kg.

## Palmarés internacional
| Campeonato Asiático | Campeonato Asiático          | Campeonato Asiático | Campeonato Asiático |
| Año                 | Lugar                        | Medalla             | Categoría           |
| ------------------- | ---------------------------- | ------------------- | ------------------- |
| 1996                | Ciudad Ho Chi Minh (Vietnam) | Medalla de oro      | –65 kg              |